# Mak Dizdar

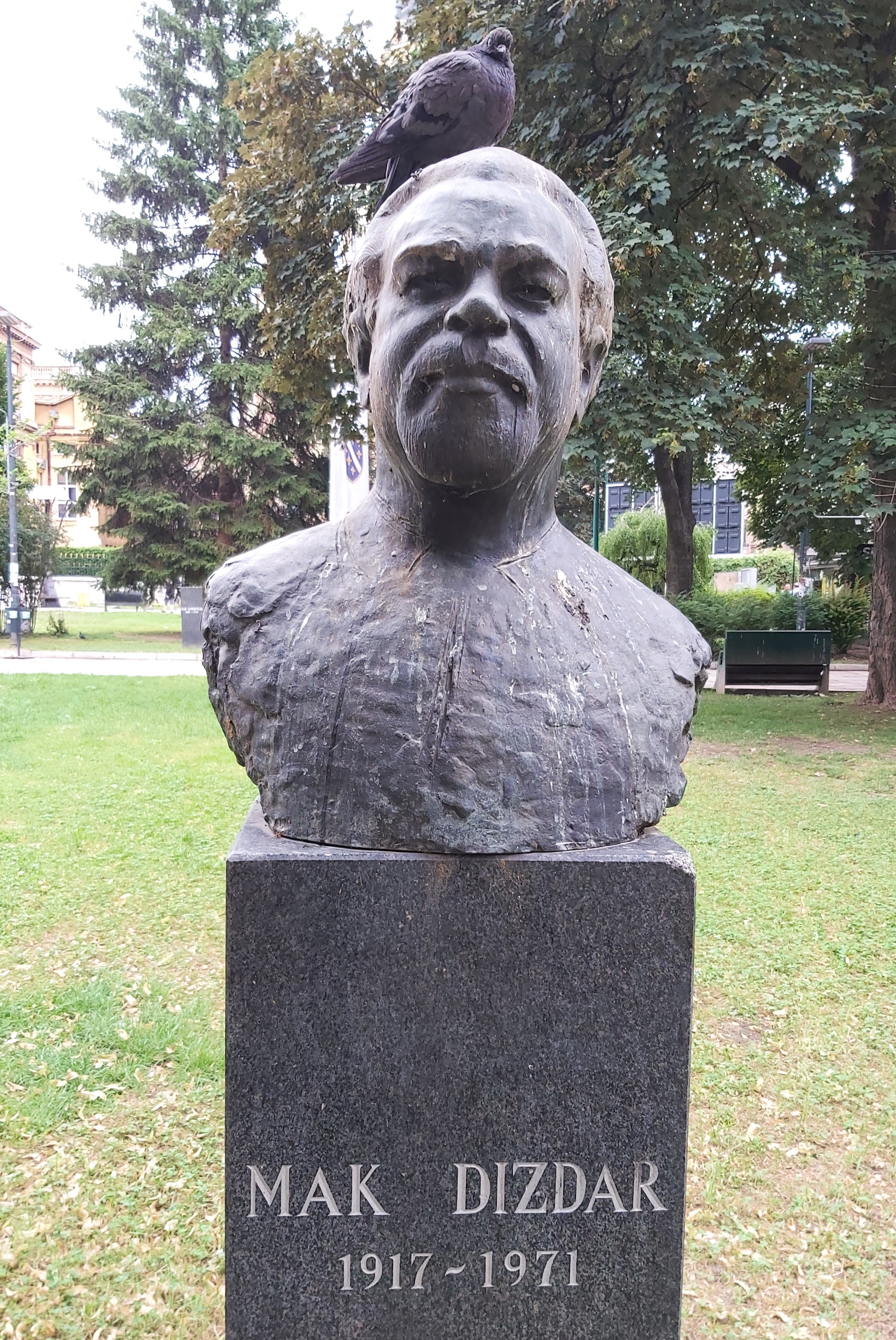
Büste von Mak Dizdar in Sarajevo

Mehmedalija "Mak" Dizdar (* 17. Oktober 1917, Stolac, Österreich-Ungarn; † 14. Juli 1971, Sarajevo, Jugoslawien) war ein jugoslawischer Dichter. Seine Dichtung vereinigte Einflüsse aus der bosnischen christlichen Kultur, der islamischen Mystik und kulturellen Überbleibseln der mittelalterlichen bosnischen Kultur – vor allem der Stećci. Seine Publikationen Der steinerne Schläfer und Der blaue Fluss sind wahrscheinlich die einflussreichsten Werke der bosnisch-herzegowinischen Literatur des 20. Jahrhunderts.

## Leben

### Jugend
Mehmedalija Dizdar wurde während des Ersten Weltkrieges in einer bosniakischen Familie in Stolac geboren. Seine Eltern waren Muharem († 1923) und Nezira (geb. Babović; * 1881; † 1945). Mehmedalija war das zweite von drei Kindern. Auch sein älterer Bruder Hamid war ein Schriftsteller. Mehmedalijas Schwester Refika (* 1921; † 1945) und Mutter wurden im KZ Jasenovac ermordet.
1936 zog Dizdar nach Sarajevo, wo er das Gymnasium besuchte und seinen Abschluss machte.

### Karriere
Dann begann er für die Zeitschrift Gajret zu arbeiten, in der sein Bruder Hamid bereits Redakteur war. Die Zeitschrift war von Safvet beg Bašagić begründet worden. Die Jahre des Zweiten Weltkriegs verbrachte Dizdar als Unterstützer der kommunistischen Partisanen. Er wechselte häufig den Wohnort, um bei den Behörden des Unabhängigen Staates Kroatien keinen Verdacht zu erregen.
Nach dem Krieg wurde Dizdar zu einer prominenten Figur des kulturellen Lebens in Bosnien und der Herzegowina und arbeitete als Chefredakteur der Tageszeitung Oslobođenje („Befreiung“). Er war dann Leiter mehrerer staatlicher Verlage und lebte zuletzt als unabhängiger Schriftsteller und Präsident der Schriftstellerunion von Bosnien und Herzegowina.
Mak Dizdar starb am 14. Juli 1971 im Alter von 53 Jahren.

### Familie
Dizdars Sohn Enver (* 8. Juni 1944; † 21. Dezember 2012) war Journalist und Publizist.

## Werke

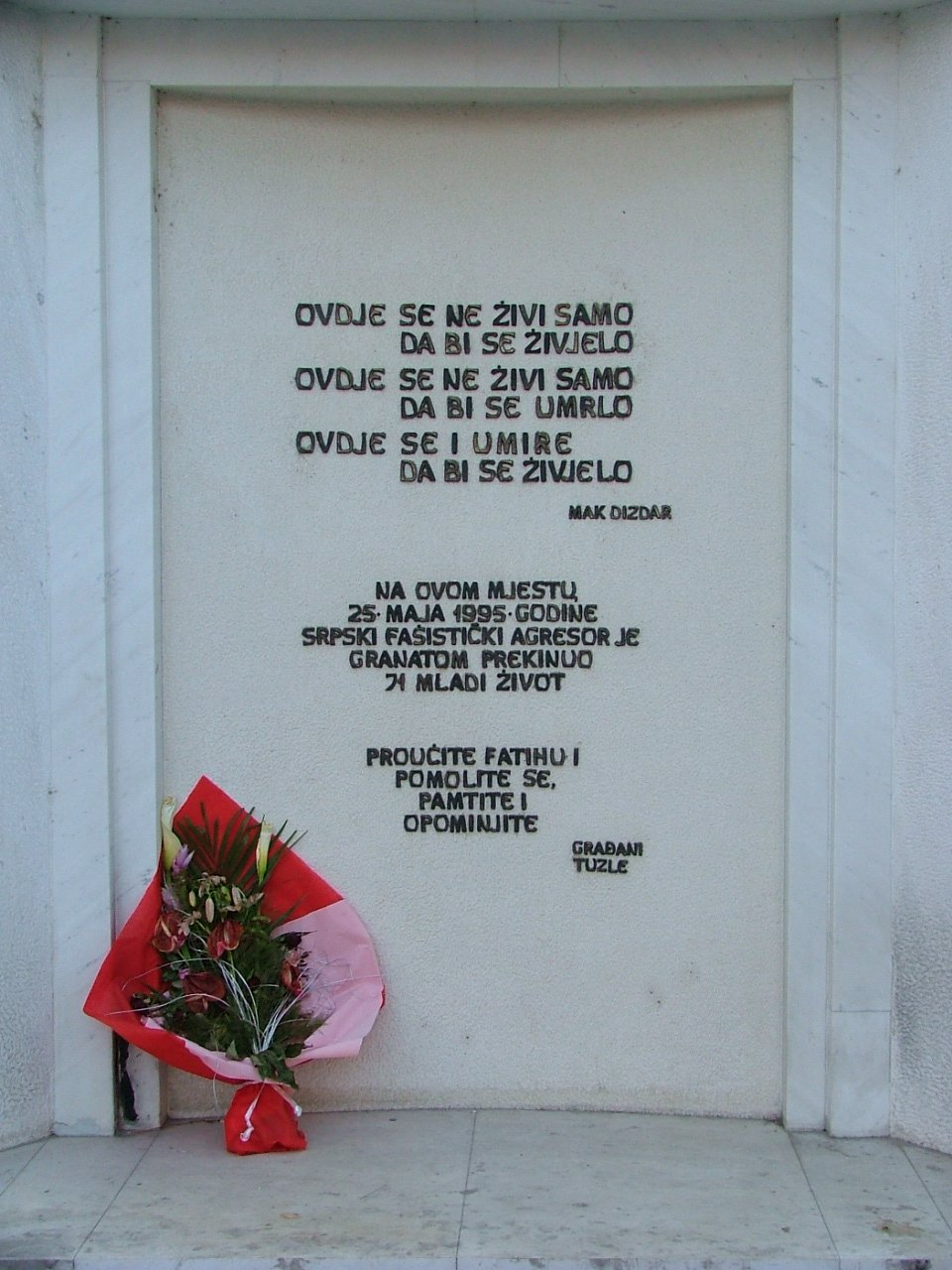
Ein Gedicht von Dizdar am Denkmal des Tuzla-Massakers:
"Hier lebt einer nicht
zu leben.
Hier lebt einer nicht
zu sterben.
Hiere stirbt einer
zu leben."

Dizdar veröffentlichte zwei Gedichtsammlungen und eine Reihe längerer Gedichte. Kameni spavač (Der steinerne Schläfer, 1966–71) und Modra rijeka (Der blaue Fluss, 1971) vereinten scheinbar unverbundene Elemente. Er schöpfte seine Inspiration aus der vor-osmanischen bosnisch-christlichen Kultur, aus den Spruchsammlungen heterodoxer islamischer Mystiker und der bosnischen Literatursprache des 15. Jahrhunderts. Seine Dichtung nimmt Bezug auf die mittelalterlichen bosnischen Grabsteine, die so genannten Stećci oder „mramorovi“ (Marmorsteine) und deren gnomische Inschriften über die Vergänglichkeit des Lebens. Darin kommen unverwechselbare Visionen von Leben und Tod zur Sprache, die auf christlichen und muslimisch-gnostischen Erfahrungen des Lebens als Passage zwischen „Grab und Sternen“ basieren, und sowohl den gnostischen Horror vor Körperlichkeit als auch das Gefühl eines Gesegnetseins durch das Universum ausdrücken.

### Der Einfluss der Stećci
In Bosnien und Herzegowina gibt es etwa 60.000 Stećci und in der weiteren Region 70.000. Diese sind mit verschiedenen Symbolen und Illustrationen verziert. Viele der Symbole auf den Stećci trugen zum religiösen Symbolismus in Dizdars Werken bei. Die häufigsten religiösen Motive auf den Stećci sind der zunehmende Mond, Sterne und Kreise (als Symbol der Sonne). Das Kreuz erscheint niemals allein. Es kommt gewöhnlich zusammen mit dem zunehmenden Mond und einem Stern vor, und manchmal mit weiteren Symbolen wie Schild, Schwert, Speer oder Flaggen. Weitere Symbole auf den Stećci sind Männer mit großen rechten Händen, Spiralen, Bilder von Volkstänzen (kolo) und Hirschen. Zusätzlich zu den Symbolen tragen viele dieser Steine kurze Inschriften oder Epigramme, in denen das Leben bzw. bestimmte Charakterzüge des Verstorbenen zusammengefasst werden, oder Ereignisse beschrieben werden.
Dizdar nutzte diese Symbole und Inschriften auf den Stećci als Gerüst für sein erstes großes Werk Kameni spavač. Sein Bosnien war „definiert durch die Stećci und Bosniens Stigma im Bezug auf die Frage, ob es selbst die poetische Antwort war: sein Trotz gegenüber Träumen.“ Dizdar setzte durch die Stećci Kameni spavač in ein historisches Setting, indem er die Welt durch die Augen der verstorbenen mittelalterlichen Menschen betrachtete. Dadurch konnte er Themen ansprechen, die die „intime Lebensreise vom Ursprung, von Heimat und Landschaft, von Quellen des Wissens, von Welterfahrung, von neuer und koordinierter Entzifferung von Symbolen, die über ihre Einzigartigkeit hinausgehen, darstellen“.
Dizdar behauptete, dass die Themen der Inschriften die „Geheimnisse Bosniens“ seien. Dizdar selbst beschrieb das Geheimnis so: „Der Stečak ist für mich das, was er für andere nicht ist. Das, was andere auf ihm und in ihm weder einzuräumen, noch zu sehen vermochten. Er ist Stein, doch ist auch Wort, er ist Erde, doch ist auch Himmel, er ist Materie, doch ist auch Geist, er ist Schrei, doch ist auch Lied, er ist Tod, doch ist auch Leben, er ist Vergangenheit, doch ist auch Zukunft.“
Mak Dizdar kämpfte auch gegen den erzwungenen Einfluss der serbischen Sprache auf die bosnische Sprache, unter anderem in seinem Artikel „Marginalije o jeziku i oko njega“ („Marginalien zur Sprache und zu ihrem Umfeld“) von 1970.
Nach dem Zusammenbruch des jugoslawischen Kommunismus und dem Bosnienkrieg wurde Dizdars dichterisches Magnum Opus zum Eckstein der modernen bosnisch-herzegowinischen Literatur.